# Баб аль-Джинан
Баб аль-Джинан (араб. بَاب الْجِنَان‎, букв. «Ворота садов») — одни из исторических ворот Старого города Алеппо. Ворота обеспечивали доступ к садам, располагавшимся на берегу реки Кейк.

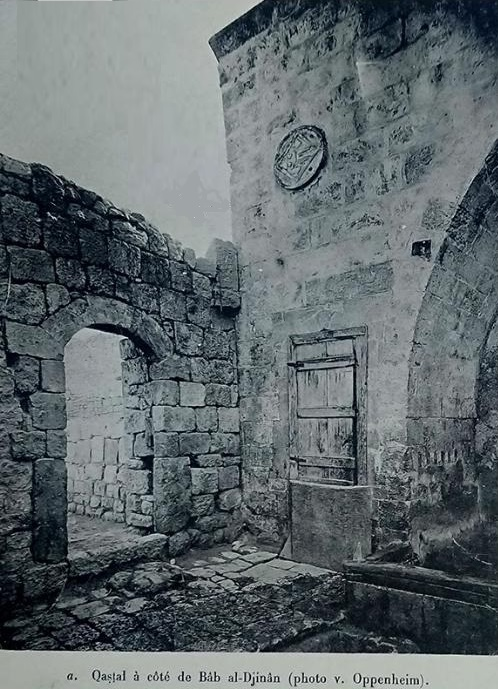
Баб аль-Джинан. Фото барона Макса фон Оппенгейма, около 1899 года

Считается, что ворота были построены эмиром Сайфом ад-Даулой во время его правления в Алеппо (944–967). Предназначались для доступа к дворцу Хальба и прилегающим садам за городской стеной. В документах 985 г. аль-Мукаддаси упоминается как «Арбузные ворота», позднее — натуралистом Александром Расселом в книге «Естественная история Алеппо» (1756).
Ворота были разрушены около 1900 года в ходе работ по расширению городской дороги. В районе ворот размещались склады, обменные пункты и традиционный базар. Согласно местным преданиям, в соседней «змеиной башне» хранился талисман, защищавший от укусов змей. Рядом также росла сосна, возраст которой относится к XVI веку. В настоящее время на месте бывшего сооружения расположена торговая площадь в рамках старого рынка.